# 黄毛茛
黄毛茛（学名：Ranunculus laetus）为毛茛科毛茛属下的一个种。

## 扩展阅读
- 維基物種上的相關：黄毛茛